# Chloroctenis gelasmoides
Chloroctenis gelasmoides là một loài bướm đêm trong họ Geometridae.